# Résolution 1058 du Conseil de sécurité des Nations unies
Membres permanents
- Chine
- États-Unis
- France
- Royaume-Uni
- Russie

Membres non permanents
- Allemagne
- Botswana
- Chili
- Corée du Sud
- Égypte
- Guinée-Bissau
- Honduras
- Indonésie
- Italie
- Pologne

Résolution no 1057 Résolution no 1059
La résolution 1058 du Conseil de sécurité des Nations unies, adoptée le 30 mai 1996, après avoir rappelé les résolutions précédentes, notamment les résolutions 1027 (1995) et 1046 (1996), a prorogé le mandat de la Force de déploiement préventif des Nations unies (FORDEPRENU) en Macédoine jusqu'au 30 novembre 1996.
La mission de la FORDEPRENU a joué un rôle important dans le maintien de la paix et de la stabilité en Macédoine et la situation sécuritaire s'est améliorée. Le 8 avril 1996, la Macédoine et la république fédérale de Yougoslavie (Serbie et Monténégro) ont signé un accord et toutes deux sont désormais appelées à délimiter leur frontière commune.
Tous les États Membres ont été priés d'examiner favorablement les demandes d'assistance à la FORDEPRENU formulée par le secrétaire général. La résolution demande à ce dernier de faire rapport au Conseil de sécurité, avant le 30 septembre 1996, sur la situation dans le pays ainsi que sur les effectifs et le mandat de la FORDEPRENU.
La résolution 1058 a été adoptée par 14 voix contre zéro, avec une abstention de la part de la Russie. 

## Voir également
- Guerre de Bosnie-Herzégovine
- Dislocation de la Yougoslavie
- Guerre de Croatie
- Débat autour du nom de la Macédoine
- Guerres de Yougoslavie